# Fiat Doblò
Il Fiat Doblò è un multispazio di medie dimensioni prodotto in Turchia dalla casa automobilistica italiana FIAT. La prima generazione è stata introdotta sul mercato nel 2000 mentre la seconda serie risale al novembre del 2009. Caratterizzata da un abitacolo molto spazioso e flessibile, è stata resa disponibile sia in versione furgonetta per il trasporto di merci che in versione passeggeri. Nel 2010 era stato prodotto in oltre un milione di esemplari.
Nel 2022 viene presentata la terza generazione, basata sul pianale EMP2.

## Prima generazione (2000-2009)
Presentato nell'autunno del 2000 il Doblò (progetto 223) ha sostituito all'interno della gamma di prodotti offerti dalla Fiat il modello Fiorino il quale è stato venduto in Italia fino al 2000 ma continuerà a essere assemblato per i mercati emergenti. Il Doblò nasce come un veicolo multispazio con una carrozzeria che ricorda per certi tratti una station wagon, una monovolume e un SUV e prosegue sulla strada dei piccoli veicoli commerciali aperta dalla Renault Kangoo e dalla Citroën Berlingo. Nasce principalmente come un veicolo da lavoro, concepito per trasportare carichi anche molto grandi, ma ha una connotazione più automobilistica rispetto ad altri furgoni del passato, fattore che ne decreta il successo non solo nella versione Cargo, ma anche in quella familiare, che dispone di un abitacolo in grado di trasportare fino a sette persone.
Il design, frutto del Centro Stile Fiat di Torino, è stato sviluppato seguendo una forma della carrozzeria monovolume. Il veicolo è, nella versione di base, lungo 4,16 metri, le linee sono spigolose ma grazie al frontale bombato lo stile risulta abbastanza piacevole e al tempo stesso inedito. L'anteriore si lascia osservare grazie all'ampia calandra che incorpora il marchio Fiat e una banda che si estende lungo tutta la larghezza del frontale, i paraurti anteriori non sono verniciati in modo da evitare graffi durante i piccoli urti cittadini e al tempo stesso la manutenzione risulta meno costosa, la fanaleria sdoppiata possiede uno stile squadrato ma con i vertici smussati. La fiancata presenta come unici elementi distintivi alcuni accenni ai passaruota, le porte laterali-posteriori sono ad apertura scorrevole. La coda invece viene caratterizzata dall'ampia fanaleria di forma trapezoidale in posizione verticale (ispirata alla Fiat Punto) e dall'ampio portellone del bagagliaio che si presenta, a seconda della versione, incernierato in alto o diviso in due ante apribili ad armadio. Dal 2002 la Fiat ha proposto la versione speciale Malibù, caratterizzata da rifiniture interne specifiche, mascherina frontale e altri dettagli verniciati in colore argento, paraurti in tinta carrozzeria e cerchi in lega specifici. Il Doblò Malibù è stato prodotto fino al 2005 in oltre 19.000 esemplari.
Il disegno della strumentazione è di facile leggibilità, con retroilluminazione arancione. La plancia possiede un mobiletto centrale che ospita l'autoradio e/o il navigatore satellitare con schermo monocromatico o a colori posizionato in alto. I comandi del climatizzatore manuale sono posti nella parte bassa della zona centrale, mentre di fronte al passeggero troviamo un ampio vano portaoggetti, con sportellino proposto tra gli accessori.
Come pianale di base il Doblò utilizza una versione modificata del telaio a trazione anteriore adottato dalla prima serie della Punto e utilizzato anche dalla famiglia Palio. L'avantreno utilizza uno schema di sospensioni a ruote indipendenti tipo MacPherson, con bracci oscillanti ancorati a una traversa ausiliaria, ammortizzatori idraulici e barra stabilizzatrice, il retrotreno invece utilizza uno schema a ruote interconnesse ad assale rigido con balestre longitudinali che garantisce bassi costi produttivi e una notevole robustezza soprattutto sullo sconnesso ma penalizza sia il comfort che la tenuta di strada. L'impianto frenante adotta dei dischi all'anteriore e dei tamburi al posteriore.
La sicurezza automobilistica viene garantita dalla presenza di airbag frontali e laterali, questi ultimi proposti però come optional, il sistema anti bloccaggio delle ruote motrici (ABS) invece viene fornito di serie insieme all'EBD. Il sistema anti incendio FPS blocca, in caso di incidente, la pompa dell'alimentazione, le cinture di sicurezza sono a tre punti e si possono regolare in base all'altezza mentre i poggiatesta posteriori sono disponibili a pagamento sulle versioni d'ingresso. Nel 2004 il Doblò è stato sottoposto ai crash test Euro NCAP raggiungendo la valutazione complessiva di tre stelle nell'urto frontale, tre stelle nella protezione dei bambini e solo una stella nell'investimento di pedoni.
La produzione è stata affidata agli impianti di Bursa in Turchia di proprietà Tofaş ma dal 2001 il Doblò viene prodotto anche a Betim in Brasile per il mercato locale. Grazie a una joint-venture tra la Severstal' Avto e la Fiat il veicolo è stato assemblato anche a Naberežnye Čelny in Russia mentre per alcuni mercati del sud-est asiatico è stato prodotto dalla Mekong Auto nella città di Ho Chi Minh in Vietnam. Il Doblò per la sua carrozzeria spaziosa e per i bassi costi di produzione è stato apprezzato un po' in tutto il mondo tanto che su richiesta della casa Pyeonghwa Motors è stato prodotto dal 2002 su licenza Fiat anche in Corea del Nord sotto il nome di Pyeonghwa Ppeokkugi. Nel 2008 la Zotye Motors ha acquistato la licenza per una produzione cinese del Doblò da distribuire sotto il nome di Zotye D-Series.

### Aggiornamenti

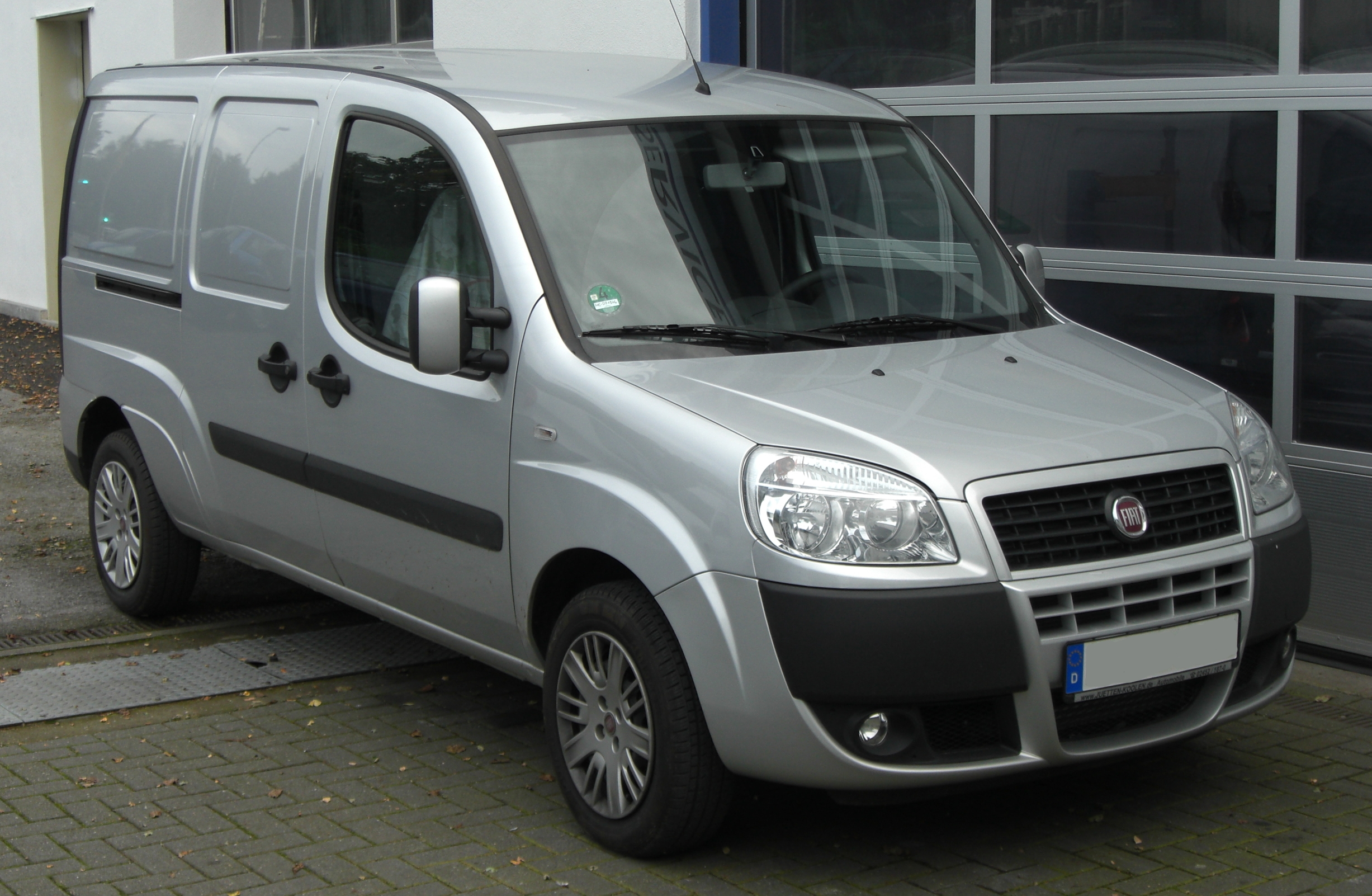
Il Fiat Doblò Cargo Maxi con il restyling del 2006

Un primo, leggero, aggiornamento venne presentato nel 2004 con modifiche estetiche di dettaglio: nuovi colori carrozzeria e rivestimenti interni, strumentazione rinnovata, coppe delle ruote di nuovo disegno, alcuni particolari ora in tinta carrozzeria, logo Doblò rinnovato.
Nell'autunno 2005 ha subito un restyling di una certa importanza, con modifiche riguardanti soprattutto i gruppi ottici anteriori e posteriori e il design globale della parte anteriore. L'insieme risulta un po' meno originale, ma più gradevole nell'insieme, e più pulito e arrotondato. Migliorate le rifiniture interne e gli abbinamenti di colori. Grazie a questo restyling nel 2006 il Fiat Doblò Cargo è stato nominato International Van of the Year.
Nel 2007 è stata reintrodotta anche la versione Malibù, che si posiziona al top della gamma: è caratterizzato da un allestimento più ricco e da elementi verniciati in colore argento come la calandra anteriore, le barre portapacchi, gli specchi retrovisori e il maniglione in plastica posizionato sopra la targa.
Nel 2009 è stata presentata la versione ristilizzata per il mercato brasiliano che riprende tutti gli elementi che hanno contraddistinto la versione europea introdotta nel 2005. In Brasile il Doblò viene offerto anche in versione Adventure con assetto rialzato, ruota di scorta sul portellone e protezioni in plastica contro gli urti in fuoristrada. Migliorate ovviamente sia le rifiniture che gli assemblaggi mentre internamente sono stati modificati i rivestimenti della selleria. Sempre nel 2009 è stata presentata la seconda generazione che però non manda per ora in pensione la prima serie; inoltre per il mercato brasiliano il Doblò prima serie resterà in produzione sia nelle versioni furgonate che nelle versioni multispazio.

### Versioni
Gli allestimenti proposti sono molto vari e si adattano facilmente alle esigenze della clientela. La lunghezza del veicolo è di 4,16 oppure 4,25 metri, mentre il vano di carico modulare è ampliabile fino a 3,0 m³ in caso di assenza di passeggeri. Nel 2006 alla gamma si aggiunse la versione Cargo Maxi caratterizzata dal passo allungato di 38,0 centimetri, con una lunghezza totale di 4,63 metri e una portata di 850 kg e una volumetria di 4,0 m³. Il Doblò viene prodotto in oltre 20 varianti di carrozzeria e la gamma si articola in tre allestimenti principali: Doblò (versione per trasporto persone), Doblò Cargo (versione furgonetta per trasporto merci) e Doblò Combi (versione passeggeri omologabile autocarro con portellone posteriore sdoppiato). Una versione dotata di motore elettrico è stata prodotta fino al 2009 dalla Micro-Vett grazie a una joint venture effettuata con la Fiat.

#### Doblò
- Vetrato con 2 porte scorrevoli e portellone posteriore con targa in posizione centrale.
- Vetrato con 1 porta scorrevole e portellone posteriore con targa in posizione centrale (presente su alcune versioni restyling).
- Vetrato a tetto alto con 2 porte scorrevoli e portellone sdoppiato ad ante ribaltabili lateralmente di 180°, con targa sull'anta sinistra.

#### Doblò Cargo
- Furgone lastrato privo di porte scorrevoli
- Furgone lastrato con 1 porta scorrevole
- Furgone lastrato con 2 porte scorrevoli
- Furgone lastrato tetto alto privo di porte scorrevoli a tetto rialzato
- Furgone lastrato tetto alto con 1 porta scorrevole
- Furgone lastrato tetto alto con 2 porte scorrevoli
- Furgone lastrato con voletto privo di porte scorrevoli con zona del tetto posteriore apribile
- Furgone lastrato con voletto e 1 porta scorrevole
- Furgone semivetrato con la seconda fila di finestrini vetrata e la terza lastrata, privo di porte scorrevoli
- Furgone semivetrato con 1 porta scorrevole
- Furgone semivetrato con 2 porte scorrevoli
- Maxi Furgone lastrato con 1 porta scorrevole (versione a passo allungato)
- Maxi Furgone semivetrato a passo allungato, con 1 porta scorrevole

#### Doblò Combi
- Vetrato con 1 porta scorrevole e portellone sdoppiato
- Vetrato con 2 porte scorrevoli e portellone sdoppiato

#### Doblò Elettrico
Si tratta della versione dotata di motore elettrico introdotta dal 2006. Gli accumulatori agli ioni di litio permettono a questa versione un'autonomia media di circa 150 km, mentre il motore spinge il mezzo fino a una velocità massima di 120 km/h. La potenza media del motore asincrono tri-fase è di 41 cavalli (30 kW) e raggiunge picchi di 82 cavalli (60 kW). Tutte le differenti varianti di carrozzeria del Doblò potevano essere trasformate dalla Micro-Vett per adattarsi alla propulsione elettrica.
| Caratteristiche tecniche Fiat Doblò Elettrico |                                                                                  |
| Motore                                        | Elettrico, Asincrono Tri-fase, Ansaldo                                           |
| Potenza                                       | 41 CV, 30 kW massimo 82 CV, 60 kW                                                |
| Raffreddamento                                | ad acqua                                                                         |
| Energia a bordo                               | Batterie Litio-ioni per 43 kWh totali                                            |
| Tempo di ricarica                             | Da 5 a 8 h in funzione del tipo di caricabatterie                                |
| Autonomia                                     | 150 km                                                                           |
| Velocità massima                              | 120 km/h                                                                         |
| Raggio di sterzata                            | 5,2 metri                                                                        |
| Omologazione                                  | N1/M1                                                                            |
| Sospensioni                                   | anteriori MacPherson, posteriori con molla a balestra parabolica e assale rigido |

### Motorizzazioni
Al debutto gli unici propulsori disponibili erano il 1.2 FIRE benzina da 65 cavalli con distribuzione a due valvole per cilindro e il 1.9 diesel aspirato capace di 63 cavalli, entrambi omologati Euro 3, che fornivano prestazioni modeste e consumi elevati, ma la situazione migliorò quando nel 2001 entrò in listino il 1.9 JTD turbodiesel common rail capace di 101 cavalli, di prestazioni migliori e di consumi molto più bassi rispetto al vecchio diesel aspirato.
Nel 2002 al piccolo 1.2 FIRE (disponibile all'estero anche in una versione 16V erogante 80 cavalli) si aggiunse il più grande motore 1.6 16V prodotto dallo stabilimento FMA di Pratola Serra. Il 1.6 16V eroga 103 cavalli ed è disponibile in due varianti: la prima alimentata a benzina e la seconda (Doblò Bipower) in grado di funzionare sia a benzina che a metano. Il 1.6 16V era omologato Euro 3 ma dal restyling del 2005 venne riomologato Euro 4. Il 1.2 FIRE venne sostituito nel 2005 dal 1.4 FIRE 8V Euro 4 con distribuzione a due valvole per cilindro e 78 cavalli di potenza massima mentre la 1.6 Bipower venne rinominata Natural Power con il restyling del 2005.
Con il facelift del 2004 e in seguito nel 2005 entrarono in listino le motorizzazioni diesel Multijet, nelle cubature rispettivamente di 1,3 litri e 1,9 litri. Il 1.3 Multijet 16V erogava 69 cavalli ed era omologato Euro 3, ma in seguito venne riomologato Euro 4 e la potenza massima venne incrementata a 75 cavalli nella versione Cargo e a 84 cavalli nelle versioni per il trasporto persone. Il 1.9 Multijet 8V era disponibile in due livelli di potenza, 105 e 120 cavalli, e quest'ultima versione disponeva di serie anche del filtro attivo antiparticolato.
Tutte le motorizzazioni erano equipaggiate con un cambio manuale a 5 rapporti.
| Fiat Doblò prima serie  |                       |                                  |                |                      |                         |                      |                      |                     |                      |
| Modello                 | Disponibilità         | Motore                           | Cilindrata cm³ | Potenza              | Coppia max              | Emissioni CO2 (g/km) | 0–100 km/h (secondi) | Velocità max (km/h) | Consumo medio (km/l) |
| 1.2 FIRE 8V             | dal debutto al 2005   | 4 cilindri in linea, Benzina     | 1.242          | 48 kW (65 CV)        | 102 N·m @3.500 giri/min | 183                  | 18,9                 | 142                 | 13,0                 |
| 1.2 FIRE 16V            | non importato         | 4 cilindri in linea, Benzina     | 1.242          | 59 kW (80 CV)        | 118 N·m @4.000 giri/min | 187                  | 16,0                 | 148                 | 13,0                 |
| 1.4 FIRE 8V             | dal 2005              | 4 cilindri in linea, Benzina     | 1.368          | 57 kW (77 CV)        | 115 N·m @3.000 giri/min | 174                  | 17,0                 | 148                 | 13,5                 |
| 1.4 fire 16v            | dal 2011              | 4 cilindri in linea, Benzina     | 1368           | 70kW(95CV)           | 127 N·m                 | 151                  | 11,5                 | 150                 | 13,5                 |
| 1.6 16V                 | dal 2002 al 2005      | 4 cilindri in linea, Benzina     | 1.596          | 76 kW (103 CV)       | 145 N·m @4.000 giri/min | 218                  | 12,8                 | 168                 | 11,6                 |
| 1.6 16V Natural Power   | dal 2002              | 4 cilindri in linea, Benzina-GNC | 1.596          | 76-68 kW (103-92 CV) | 145 N·m @4.000 giri/min | 218-159              | 12,6                 | 168-155             | 10,9                 |
| 1.3 Multijet 16V 70     | dal 2004 al 2005      | 4 cilindri in linea, Diesel      | 1.248          | 51 kW (69 CV)        | 180 N·m @1.750 giri/min | 147 (152 Family)     | 16,1 (16,9 Family)   | 145                 | 18,2                 |
| 1.3 Multijet 16V 75     | dal 2005 (solo Cargo) | 4 cilindri in linea, Diesel      | 1.248          | 55 kW (75 CV)        | 180 N·m @1.750 giri/min | 137                  | 18,1                 | 156                 | 18,1                 |
| 1.3 Multijet 16V 85 DPF | dal 2005              | 4 cilindri in linea, Diesel      | 1.248          | 62 kW (84 CV)        | 200 N·m @1.750 giri/min | 137                  | 18,1                 | 156 (153 Family)    | 18,1                 |
| 1.9 D 8V                | dal debutto al 2004   | 4 cilindri in linea, Diesel      | 1.910          | 46 kW (63 CV)        | 118 N·m @2.500 giri/min | 191                  | 20,9                 | 141                 | 13,9                 |
| 1.9 JTD 8V              | dal 2001 al 2004      | 4 cilindri in linea, Diesel      | 1.910          | 74 kW (101 CV)       | 200 N·m @1.500 giri/min | 158                  | 12,4                 | 168                 | 15,6                 |
| 1.9 Multijet 8V 105     | dal 2005              | 4 cilindri in linea, Diesel      | 1.910          | 77 kW (105 CV)       | 200 N·m @1.750 giri/min | 153                  | 13,3                 | 164                 | 17,2                 |
| 1.9 Multijet 8V 120 DPF | dal 2005              | 4 cilindri in linea, Diesel      | 1.910          | 88 kW (120 CV)       | 200 N·m @1.750 giri/min | 160                  | 11,6                 | 177                 | 16,3                 |

## Seconda generazione (2009-2022)
La seconda generazione del Fiat Doblò viene presentata nel novembre del 2009. Frutto del Progetto 263, approvato verso il fine del 2007, il nuovo Doblò viene prodotti nello stabilimento turco Fiat della Tofaş la quale già ha prodotto la prima serie di Doblò per il mercato europeo e attualmente continua a produrre i minivan derivati dal Fiat Fiorino del 2007.
Sviluppato in un arco di tempo di circa due anni la seconda generazione è frutto di un investimento pari a 450 milioni di euro che ha permesso di adottare numerose soluzioni tecniche inedite e raffinate rispetto alla progenitrice a partire dal telaio di base: infatti come piattaforma è stata scelta una versione allungata del Pianale SCCS (meglio conosciuto come "Small") di Fiat Group Automobiles. Condivide quindi organi meccanici e componenti tecnici del Fiorino e quindi della Grande Punto, ma è stato pesantemente rivisto nel sistema sospensivo, oltre ad aver ricevuto importanti modifiche strutturali al pianale, il quale essendo modulare, ha permesso semplici modifiche di adattamento alle nuove dimensioni che arrivano fino a 4,74 metri (e ben 3,1 di passo). La produzione annua, prevista a Bursa in Turchia, è pari a circa 90 000 esemplari di cui il 60% in versione Cargo.
Dal 2012 viene venduto con leggere modifiche estetiche, soprattutto all'anteriore, anche come Opel Combo.
Dal 2015 la nuova versione del Doblò rivista esteticamente viene esportata anche negli Stati Uniti e in Canada e venduta come RAM ProMaster City equipaggiato con il motore 2.4 Tigershark a benzina da 177 cv e cambio automatico ZF a nove marce. Per un problema burocratico legato alle regole d'importazione, le versioni passeggeri hanno il vano bagagli lamierato (cioè senza vetri).
Da gennaio 2020 la versione multispazio non viene più prodotta, sparendo dalla gamma Fiat.

### Stile

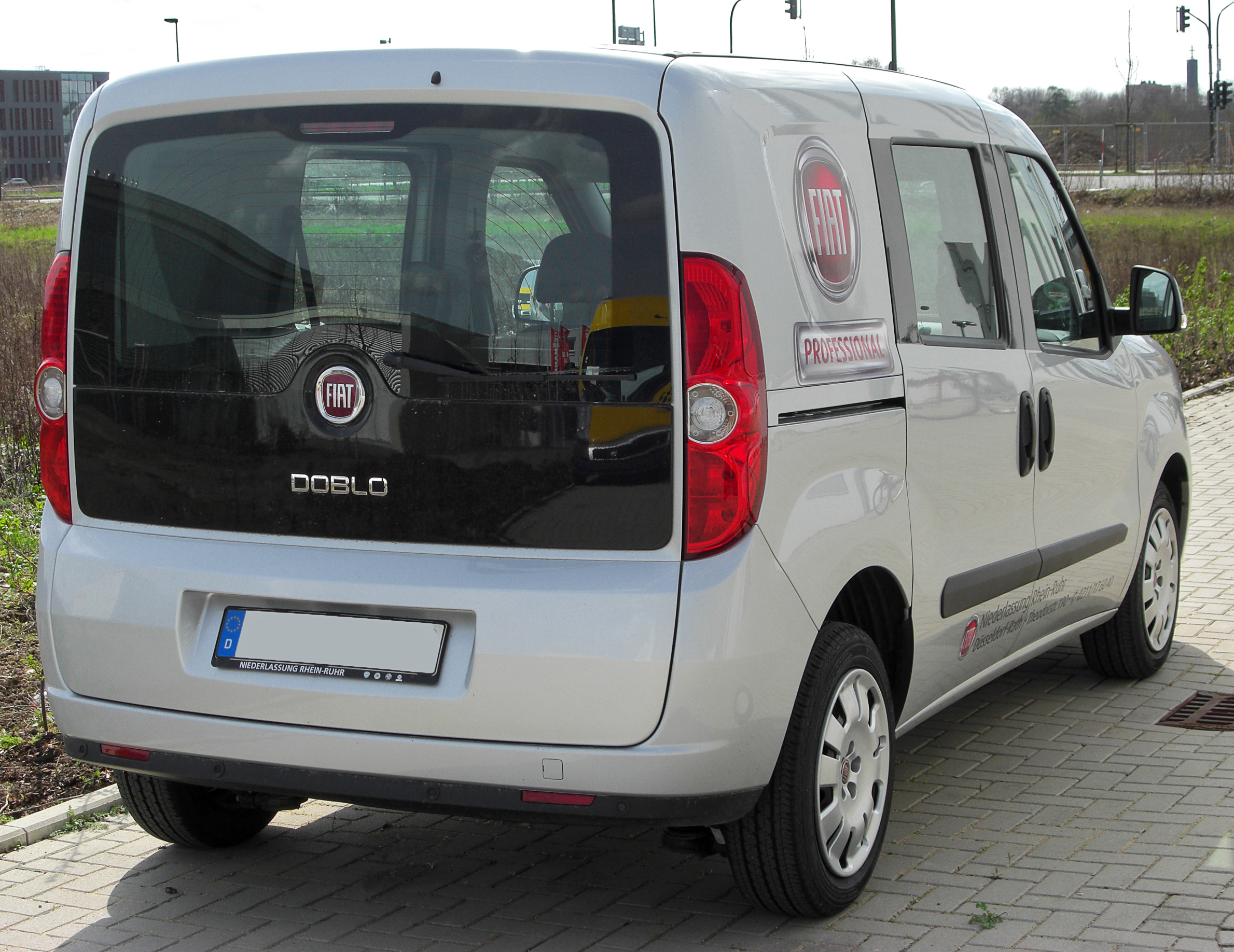
Fiat Doblò Combinato

Lo stile è opera del Centro Stile Fiat di Torino e segue il family feeling introdotto dalla Grande Punto con numerosi elementi curvilinei e bombature laterali, il frontale viene elaborato attorno alla grande calandra centrale realizzata in materiale polimerico che incorpora il logo della casa, la targa e la mascherina del radiatore. La fanaleria ha una forma a goccia mentre nella zona inferiore dei paraurti troviamo due ampie protezioni in plastica utili contro gli urti cittadini e una lieve nervatura che migliora l'aerodinamica del veicolo. La fiancata viene resa più originale rispetto alla progenitrice grazie ai passaruota in rilievo e alla vetratura che risale. I montanti anteriori rivestiti da un fascione in plastica donano un aspetto più slanciato alla carrozzeria.
Nella zona posteriore i designer torinesi hanno adottato un classico schema con portellone sdoppiato (per la versione Cargo) o con portellone intero incernierato dall'alto (versione passeggeri); la fanaleria in posizione verticale si raccorda con il fascione porta targa, di colore scuro, nella versione passeggeri.
Internamente si notano i passi in avanti compiuti dai tecnici nella progettazione dell'abitacolo, l'impostazione dei comandi segue lo schema del Fiorino ma i rivestimenti e le rifiniture sono di qualità maggiore. La plancia è sviluppata su due livelli con il superiore che incorpora l'autoradio ma tra gli optional è disponibile anche il sistema di navigazione satellitare Blue&Me-TomTom con schermo a colori asportabile o il solo vivavoce Blue&Me. Al di sotto dell'autoradio sono state posizionate le bocchette di aerazione del climatizzatore mono-zona con i relativi comandi (sia a controllo manuale che automatico con schermo a cristalli liquidi) posti sul livello più basso della plancia. Disponibili anche le plastiche della plancia in tonalità differenti. Il Doblò seconda serie può ospitare a seconda delle varianti fino a sette passeggeri disposti su tre fili di sedili.

### Tecnica
Sotto il profilo meccanico il pianale modulare Small è stato rivisto nella geometria delle sospensioni: infatti all'avantreno è rimasto il classico schema a ruote indipendenti con montante telescopico MacPherson e barra stabilizzatrice, mentre al retrotreno è stato adottato per la prima volta su una furgonetta Fiat uno schema a ruote indipendenti con doppio braccio oscillante (Bi-link) e barra stabilizzatrice in grado di migliorare le doti dinamiche e la stabilità, soprattutto in curva. Il sistema anti bloccaggio delle ruote (ABS), il controllo elettronico della stabilità (ESP) abbinato al controllo della trazione e all'Hill holder che facilità le partenze in salita sono di serie per tutte le versioni. L'impianto frenante sfrutta dei dischi autoventilati per l'avantreno e dei classici tamburi per il retrotreno. A richiesta è disponibile anche il sistema di controllo delle situazioni dinamiche del veicolo (VDC) per migliorare l'efficienza delle frenate che agisce sfruttando i sensori dell'ESP. La carrozzeria è stata progettata utilizzando acciai ad alta resistenza in grado di assorbire parte dell'energia prodotta nell'urto.
La sicurezza viene garantita dalla presenza degli airbag frontali, per la testa e laterali a doppio stadio mentre come accessorio è disponibile anche il cruise control. Tutte le versioni sono dotate dei poggiatesta anti colpo di frusta e del sistema FPS, che in caso d'incidente blocca la pompa di alimentazione del carburante in modo da non far fuoriuscire sostanze pericolose.
Nel settembre del 2010 durante il Salone di Hannover il Doblò Cargo è stato premiato come International Van of the Year 2011.

### Aggiornamenti

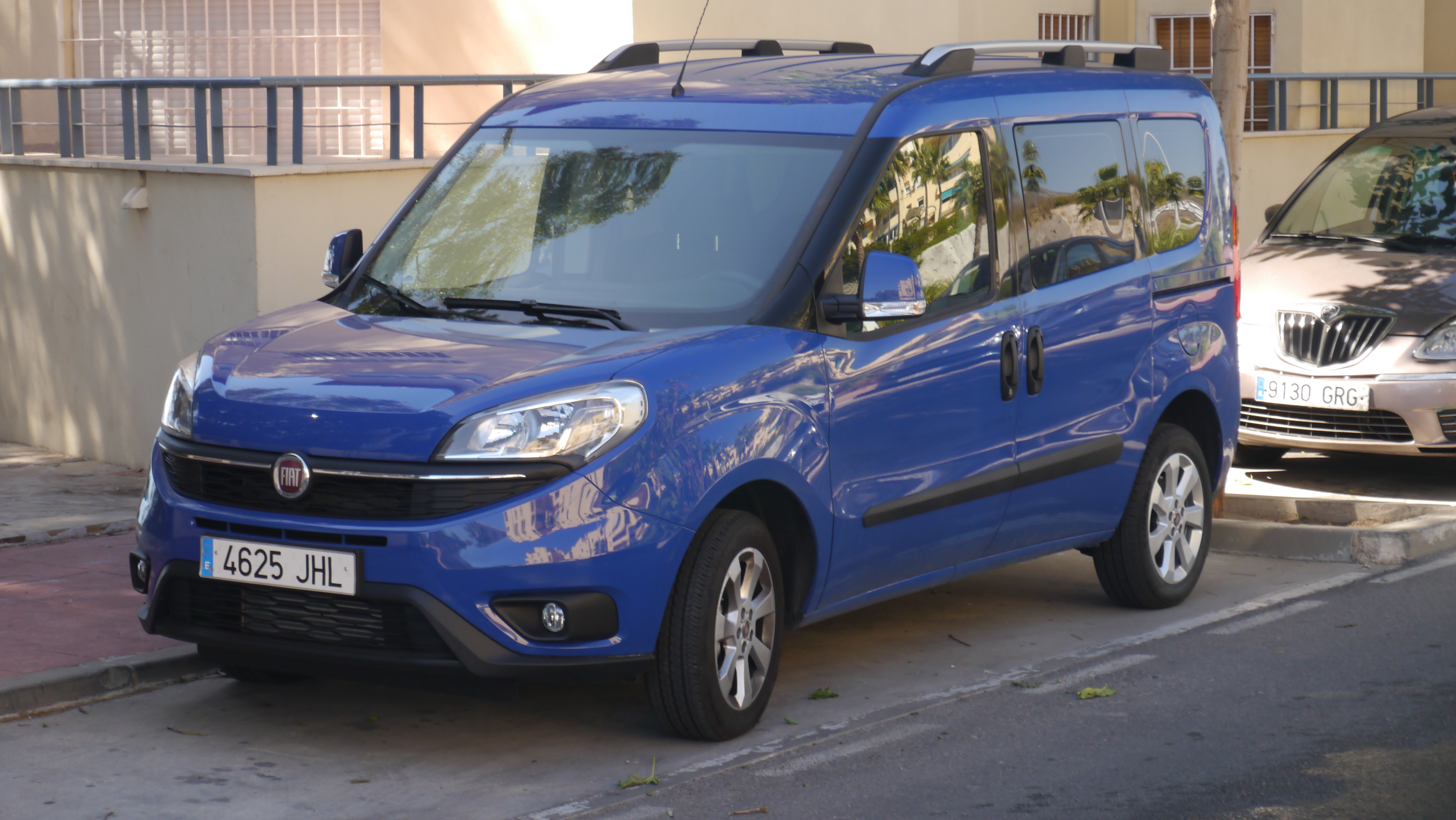
Fiat Doblo restyling 2015

Alla fine del 2014 il Doblò riceve un importante aggiornamento tecnico, nelle dotazioni e nei motori e nello stile. La parte stilistica è stata sviluppata dal centro stile Fiat Professional supervisionato da Alessandro Silva. Il frontale si presenta più razionale e complesso, trasmettendo una maggiore sensazione di robustezza a discapito dell'originalità che ha sempre contraddistinto i modelli Doblò

### Versioni
Il nuovo Doblò viene offerto, come la precedente serie, in numerosi versioni dedicate all'utilizzo civile ma anche al trasporto di merci pesanti. La gamma si articola su quattro principali varianti di carrozzeria offerti in diverse versioni.

#### Doblò
- Versione passeggeri (da cinque a sette posti, vetrato con due porte scorrevoli e portellone posteriore a targa centrale)

#### Doblò Cargo
La gamma Cargo costituisce la classica versione furgonata con possibilità di avere il vano di carico esteso in lunghezza o in altezza. Tutte le versioni Cargo sono disponibili anche con il pacchetto di accessori SX per arricchire la dotazione di base e sono disponibili anche nelle versioni lastrate, semivetrate, con porte posteriori basculanti o a battente e con una, due o nessuna porta laterale scorrevole.
- Cargo (carrozzeria furgonata due posti, volume vano di carico di 3,4 m³, portata da 750 a 1.000 kg)
- Cargo Maxi (carrozzeria a passo lungo, furgonata due posti, volume vano di carico di 4,2 m³, portata fino a 1.000 kg)
- Cargo Tetto Alto (carrozzeria a tetto rialzato di 245 mm, furgonata due posti, volume vano di carico di 4,0 m³, portata da 750 a 1.000 kg)

#### Doblò Work-Up (Cabinato)
Costituisce la versione con cabina singola che ospita due posti mentre nella zona posteriore troviamo il pianale libero sul quale possono essere montate celle frigorifere, cassoni o altre strutture di carico; il tutto viene supportato da un impianto elettrico specifico.
- Cabinato con Pianale (carrozzeria a cabina singola, due posti, pianale posteriore da carrozzare, lunghezza massima ammessa 2,25 metri, larghezza massima ammessa di 1,87 metri con massa ammessa fino a 1.450 kg)
- Cabinato con Pianale Maxi (carrozzeria a cabina singola, passo allungato, due posti, pianale posteriore da carrozzare, lunghezza massima ammessa 2,80 metri, larghezza massima ammessa di 1,87 metri con massa ammessa fino a 1.450 kg)

#### Doblò Combinato
Il Combinato è la versione a cinque posti omologata autocarro con il vano di carico separato da una paratia tubolare in acciaio, cinque porte (le posteriori scorrevoli) e una cappelliera nel vano di carico in grado di sopportare fino a 70 kg.
- Combinato (carrozzeria fino a cinque posti, omologazione N1, vano di carico 790 litri, 363 kg di portata utile)
- Combinato Maxi (carrozzeria a passo lungo fino a cinque posti, omologazione N1, vano di carico 1.050 litri, 453 kg di portata utile)

### Motorizzazioni
La gamma motori è composta da quattro propulsori; l'unico motore alimentato a benzina è il 1.4 16V Fire capace di 95 cavalli e accoppiato a un cambio manuale a 5 rapporti. Il 1.4 è omologato secondo i parametri della normativa Euro 5 e garantisce un'accelerazione da 0 a 100 km/h avviene in 15,0 secondi per una velocità massima di 161 km/h. Il consumo è pari a 13,9 km/l mentre le emissioni sono concentrate in 166 grammi di CO2 emesse al km. Di serie il dispositivo Start&Stop che spegne il motore del veicolo quando si è in folle e lo riaccende non appena si riparte.
La gamma diesel è composta da tre propulsori common rail: il piccolo 1.3 Multijet 16V è omologato Euro 5 ed eroga 90 cavalli ma è abbinato al cambio manuale a 5 rapporti e grazie alle ridotte emissioni di anidride carbonica (contenute in 129 grammi al km nel ciclo medio) beneficiava degli incentivi statali alla rottamazione, adesso non più prodotto. Il consumo medio dichiarato è di 20,4 km/l e garantisce uno scatto da 0 a 100 km/h in 15,0 secondi per la velocità massima di 156 km/h. Il 1.3 viene proposto anche con iniezione Multijet di seconda generazione e filtro attivo antiparticolato (omologazione Euro 5); i principali benefici si ottengono dalla risposta del motore a basso numero di giri, infatti la coppia motrice massima di 200 N·m viene erogata a 1.500 giri/min (invece di 1.750 per la Multijet classica). Su entrambi i propulsori è di serie il dispositivo Start&Stop.
Il 1.6 Multijet 16V costituisce l'unità intermedia in due livelli di potenza 90 e 105 cavalli (66 e 77 kW rispettivamente). I due livelli di potenza hanno 290 N·m di coppia motrice disponibili a 1.500 giri al minuto. Il 1.6 Multijet garantisce uno scatto da 0 a 100 km/h in 13,4 secondi nella versione da 105 CV (14,9 secondi nella versione da 90CV). Omologato Euro 5 con Start&Stop e filtro antiparticolato, è capace di un consumo pari a 19,2 km/l. Le emissioni di CO2 sono contenute in 138 g/km. Il cambio è un manuale a 6 rapporti.
Con la motorizzazione 1.6 Multijet 16V da 90 cv è disponibile una versione con il cambio Dualogic.
Al top di gamma troviamo il nuovo 2.0 Multijet 16V erogante 135 cavalli, omologato Euro 5 grazie al filtro DPF di serie e dotato del dispositivo Start&Stop. Con il motore più potente anche le prestazioni si rilevano quasi sportive con una accelerazione da 0 a 100 km/h registrata in 11,3 secondi. Nonostante ciò i consumi restano bassi, infatti il Doblò 2,0 Multijet percorre 17,5 km con un litro di gasolio nel ciclo combinato. Basse anche le emissioni che si stabilizzano sui 150 grammi al km di CO2. Cambio manuale a 6 rapporti.
Dal 2010 è disponibile anche la motorizzazione a doppia alimentazione benzina/metano abbinata quindi all'allestimento "Natural Power", dotata di un motore 1.4 T-Jet da 120 CV.
| Fiat Doblò seconda serie  |                                |                                  |                |                |                         |                      |                      |                     |                            |
| Modello                   | Disponibilità                  | Motore                           | Cilindrata cm³ | Potenza        | Coppia max              | Emissioni CO2 (g/km) | 0–100 km/h (secondi) | Velocità max (km/h) | Consumo medio (km/l)       |
| 1.4 FIRE 16V              | dal debutto                    | 4 cilindri in linea, Benzina     | 1.368          | 70 kW (95 CV)  | 127 N·m @4.500 giri/min | 166                  | 15,0                 | 161                 | 13,9                       |
| 1.3 Multijet II 16V       | dal debutto (non più prodotto) | 4 cilindri in linea, Diesel      | 1.248          | 66 kW (90 CV)  | 200 N·m @1.500 giri/min | 129                  | 15,0                 | 156                 | 20,4                       |
| 1.6 Multijet 16V          | dal debutto                    | 4 cilindri in linea, Diesel      | 1.598          | 77 kW (105 CV) | 290 N·m @1.500 giri/min | 138                  | 13,4                 | 164                 | 19,2                       |
| 2.0 Multijet 16V          | dal debutto                    | 4 cilindri in linea, Diesel      | 1.956          | 99 kW (135 CV) | 320 N·m @1.500 giri/min | 150                  | 11,3                 | 179                 | 17,5                       |
| 1.4 T-Jet "Natural Power" | dal 2010                       | 4 cilindri in linea, Benzina/GNC | 1.368          | 88 kW (120 CV) | 206 N·m @2.000 giri/min | 173 (134 a metano)   | 12,3                 | 172                 | 13,5 (20,4 km/kg a metano) |

## Terza generazione (dal 2022)
Nel 2022 viene presentata la terza generazione del Doblò, la prima dopo la fusione tra Groupe PSA e FCA in Stellantis: la vettura infatti ha come pianale l'EMP2 dell'ex gruppo francese e condivide molto della meccanica e dell'architettura con Peugeot Rifter, Opel Combo e Citroën Berlingo; viene prodotta negli stabilimenti ex PSA di Mangualde e di Vigo, in versione MPV e van.
Il Doblò è lungo 4,4 m (4,75 m nella versione Maxi), largo 1,84 m e alto 1,8 m; pesa 1724 kg e presenta un bagagliaio posteriore dalla capacità di 775 litri e una portata di oltre 750 kg.
Il frontale della vettura, quasi completamente privo di calandra se non nella parte inferiore, è caratterizzato da una lunga cromatura che unisce i due gruppi ottici e dal nuovo logo FIAT al di sotto. Il Doblò mantiene i due sportelli scorrevoli e un portellone scorrevole al posteriore. Gli interni sono completamenti diversi da quelli della precedente generazione e presentano un nuovo volante multifunzionale e un sistema di infotaiment da 8 pollici di origine PSA con Apple CarPlay e Android Auto disponibili.
Al lancio della vettura è disponibile solamente la trazione anteriore e un motore elettrico a 100 kW (135 CV) e 260 Nm di coppia e consuma 20,3 kWh/100 km; la velocità massima è auto-limitata a 130 km/h e la batteria da 50 kWh permette al Doblò di raggiungere un'autonomia di 404 km nel ciclo urbano e 273 km nel ciclo WLTP.
Successivamente la gamma motori si arricchisce dei propulsori termici 1.2 THP PureTech benzina 110 CV con cambio manuale 6 rapporti e 1.5 turbodiesel BlueHDi da 100 e 130 CV abbinato ad un cambio manuale a 6 rapporti o automatico Aisin a 8 rapporti.
Nel giugno 2024 parte l'assemblaggio del Doblò anche in Algeria per il mercato locale equipaggiato con il motore 1.6 EC5 benzina aspirato da 115 CV abbinato al cambio manuale 5 rapporti.